# Dracșani, Botoșani
Dracșani este un sat în comuna Sulița din județul Botoșani, Moldova, România.

## Personalități
- Georgeta Damian (n. 14 aprilie 1976) canotoare română

 Acest articol despre o localitate din județul Botoșani este deocamdată un ciot. Puteți ajuta Wikipedia prin completarea lui.